# Плесовська Олександра Юхимівна
Олександра Юхимівна Плесовська (1 травня 1923, Алмати — 7 червня 2007, Київ) — українська скульпторка; член Спілки радянських художників України з 1959 року. Мати художниці Олени Плесовської, бабуся художників Петра та Ксенії Малинок.

## Біографія
Народилася 1 травня 1923 року в місті Алмати (нині Казахстан) в родині робітника заводу. У 1944 році закінчила Алматинське художнє училище, де навчалася у класі живопису Абрама Черкаського. У 1944—1947 роках продовжила здобувати мистецьку освіту в Київській республіканській художній школі імені Тараса Шевченка, була ученицею Марії Тищенко, Олександра Ковальова; 1953 року закінчила Київський державний художній інститут, де навчалася у Михайла Лисенка, Олексія Олійника, Олександра Сиротенка, Олени Яблонської. Дипломна робота — скульптура «Микола Островський», експонувалася на Другій всесоюзній виставці дипломних робіт студентів художніх вузів СРСР випуску 1953 року в Москві.
Мешкала у Києві в будинку на вулиці Дашавській, № 27, квартира № 11. Померла в Києві 7 червня 2007 року.

## Творчість
Працювала в галузях станкової, монументальної, декоративної скульптури, тематичного барельєфа. Серед робіт:
станкові твори
- «Микола Островський» (1953);
- «Талочка» (1957);
- «Тарасик» (1964, бронза);

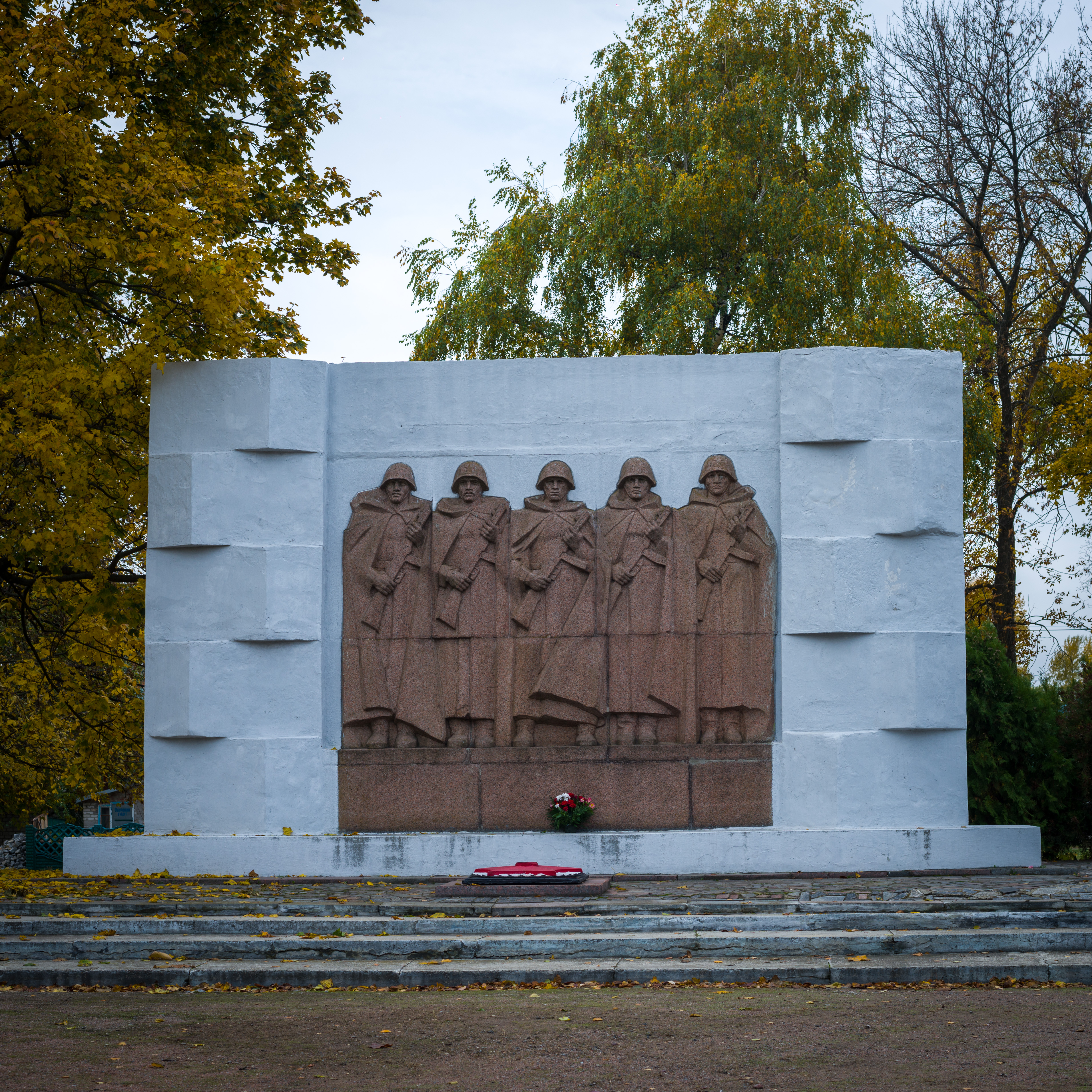
Пам'ятний знак у Карлівці.

- рельєф «Спас нерукотворний» (2003, дерево, різьблення).

монументальні твори
- барельєфи «Виноградарство», «Садівництво», «Овочівництво» для павільйону Виставки передового досвіду в народному господарстві УРСР (1955; у співавторстві з В'ячеславом Клоковим, Лілією Гордієнко);
- пам'ятник спаленому нацистами селу Кустовиці[2];
- барельєфи «Слава праці», «Монтажники» на Трипільській ТЕС (початок 1970-х, бетон);
- пам'ятний знак воїнам, що загинули під час німецько-радянської війни у місті Карлівці (1971—1972, бетон).

Брала участь у республіканських та всесоюзних виставках з 1954 року. 2017 року в київській галереї «83» пройшла родинна виставка «Під одним дахом», на якій були представлені твори трьох поколінь художників: Олександри Плесовської, її доньки Олени Плесовської, зятя Олексія Малинки та онука Петра Малинки.
Твори зберігаються у Донецькому, Чернігівському художніх музеях, Дирекції художніх виставок України .